# Zabij mnie, zabij siebie
Zabij mnie, zabij siebie (ang. Murder Me, Murder You) − telewizyjny film hardboiled produkcji  amerykańskiej z 1983 roku z udziałem Stacy Keacha jako prywatnego detektywa Mike'a Hammera, bohatera powieści Mickeya Spillane, w reżyserii Gary'ego Nelsona.
Scenarzysta Bill Stratton otrzymał Edgar Allan Poe Award w kategorii Najlepszy Miniserial, a Gayne Rescher zdobył nominację do nagrody Emmy. 

## Obsada
- Stacy Keach - Mike Hammer
- Tanya Roberts - Velda
- Don Stroud - kapitan Pat Chambers
- Kent Williams - Barrighton
- Delta Burke - Paula Corey
- Tom Atkins - Jack Vance
- Jonathan Banks - Janos Saracen
- Michelle Phillips - Chris Jameson
- Lee Meredith - Marty
- Lisa Blount - Michele Jameson
- Bert Rosario - Duardo
- Eddie Egan - Hennesey
- Madison Arnold - Collin
- Ric Mancini - Père Cal
- Randi Brooks - Arla
- Ava Lazar - Janice Wells
- Timothy Stack - Natty
- Charlie Picerni